# Обафеми, Абиодун
Абиодун Олугбемига Обафеми (англ. Abiodun Olugbemiga Obafemi; 25 декабря 1973, Лагос, Нигерия) — нигерийский футболист, защитник. Победитель летних Олимпийских игр 1996 года.

## Биография
Абиодун Обафеми родился 25 декабря 1973 года в столице Нигерии Лагосе. Посещал баптистскую среднюю школу.
Выступал в нигерийском клубе «Стэйшнери Сторс», вместе с командой становился финалистом Кубка Нигерии 1992. В 1993 году перешёл в «Фортуну» из Кёльна, а затем стал игроком «Фортуны» из Дюссельдорфа. В сезоне 1995/96 выступал на правах аренды за французскую «Тулузу» в Дивизионе 2, где являлся игроком основного состава. После возвращения в состав дюссельдорфского клуба, он провёл всего один матч в составе команды. 21 марта 1997 года он провёл свой единственный матч в чемпионате Германии против «Штутгарта» (0:4).
В 1997 году стал игроком «Ройтлинген 05», который выступал в Региональной лиге Германии. В сезоне 1999/00 помог команде сталь победителем турнира и выйти «Ройтлингену» во Вторую Бундеслигу. С 2000 года по 2002 год являлся игроком «Аугсбурга», который выступал в четвёртом по силе дивизионе Германии.
Участвовал юношеском чемпионате Африки 1993 года, который проходил в Маврикие.
В 1996 году главный тренер олимпийской сборной Нигерии Йоханнес Бонфрере вызвал Абиодуна на летние Олимпийские игры в Атланте. В команде он получил 12 номер. В своей группе Нигерия заняла второе место, уступив Бразилии и обогнав Японию и Венгрию. В 1/4 финала нигерийцы обыграли Мексику (2:0), а в полуфинале Бразилию (4:3). В финальном поединке Нигерия выиграла у Аргентины (3:2). Абиодун Обафеми на турнире сыграл всего в одной игре, на групповом этапе против Бразилии.
В составе национальной сборной Нигерии выступал в 1997 году и провёл 2 матча.

## Достижения
- Победитель Олимпийских игр (1): 1996
- Победитель Региональной лиге Германии (1): 1999/00
- Финалист Кубка Нигерии (1): 1992